# Řimbaba obecná

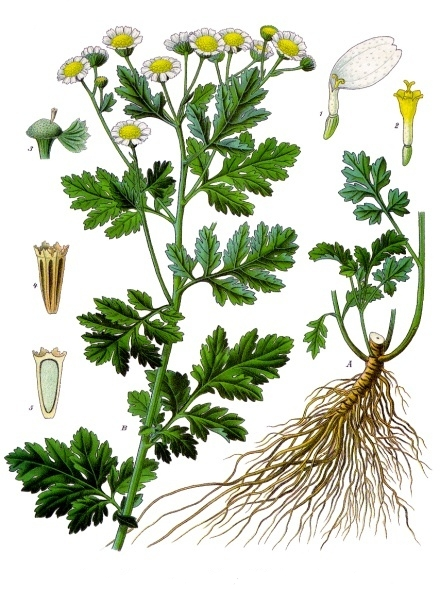
Zobrazení řimbaby obecné

Řimbaba obecná (Tanacetum parthenium) je středně vysoká, vytrvalá, aromatická rostlina s množstvím drobných květních úborů podobných kopretině. Na základě nových výzkumů byl rod (Pyrethrum) zrušen a jeho druhy, které se v české přírodě vyskytují, byly začleněny do rodu vratič (Tanacetum).
Bylina řimbaba obecná tak dostává nové vědecké jméno Tanacetum parthenium. V české literatuře však bývá stále uváděna pod jménem Pyrethrum parthenium, nebo ještě se starším Chrysanthemum parthenium.

## Rozšíření
Pochází z jihovýchodní Evropy, Malé Asie a okolí Kavkazu. V současnosti roste v celé Evropě a byla zavlečena i do Číny, obou Amerik, severní Afriky i Austrálie; místy se stává invazní rostlinou. V České republice byla odedávna jako léčivá rostlina pěstována v zahradách, dnes převládají zplaněné populace ve volné přírodě v blízkosti lidských sídel.

## Ekologie
Řimbabě obecné se nejlépe daří na teplých a osluněných stanovištích, na půdách dostatečně propustných a bohatých na živiny, hlavně dusík. Roste v zahradách, okolo zdí, v parcích, na návsích a na různých ruderálních stanovištích.

## Popis
Vytrvalá rostlina s lodyhou vysokou 30 až 60 cm. Lodyha je krátce vystoupavá až přímá, mělce rýhovaná, v dolní části lysá a v horní chlupatá a okoličnatě rozvětvená. U starší rostliny obvykle vyrůstá ze šikmého, drobnými kořínky porostlého oddenku lodyh několik. Lodyžní listy jsou střídavé, řapíkaté, měkké, světle zelené nebo žlutozelené a v obryse vejčité. Jejich čepele, 5 až 7 cm dlouhé a 4 až 5 cm široké, jsou peřenoklané se dvěma až pěti páry úkrojků které jsou vroubkovaně pilovité, na koncích tupé a na rubu hustě žláznaté. Rozemnuté listy i lodyha silně voní po heřmánku.
Dlouze stopkaté květní úbory o průměru 1,5 až 2,5 cm vyrůstají v počtu 15 až 20 v chocholičnaté latě. Úbor je tvořen ve středu rostoucími oboupohlavnými kvítky se žlutými, trubkovitými, pěticípými korunami a po obvodě 10 až 20 samičími jazykovitými kvítky s krátkou bílou ligulou. Trojřadý zákrov je zploštěle polokulovitý, zelené zákrovní listeny jsou podlouhlé a mají široký suchomázdřitý lem. Kvetou od června do září. Plody jsou vejčité nažky asi 1 mm velké, které mají na vrcholu zubatou blanitou korunku a po bocích podélná bílá žebra. Ploidie druhu je 2n = 18.

## Význam
Řimbaba obecná bývá pěstována jako okrasná a léčivá rostlina. Pěstuje se v několika kultivarech, bývají plnokvěté nebo mívají žlutavé listy. Rostliny jsou nejčastěji vysazují na obruby záhonů.
Kvetoucí nať sbírána na počátku květu obsahuje sekviterpenové laktony, mnohé silice s pinenem a bornylacetátem, třísloviny, pyrethrin, deriváty acetylenu, chrysanthemonin a další látky; nejvíce účinných látek je obsaženo v listech. V léčitelství se droga používá nejčastěji ve formě nálevu. Působí proti horečce a protirevmaticky, snižuje bolest, rozšiřuje cévy, podporuje trávení a užívá se také při menstruačních bolestech. Bývá také lékem proti migréně, rozžvýká se a spolkne preventivně jeden a při záchvatu pět čerstvých listů. Při zánětu středního ucha pomáhá vsunout do ucha čerstvý list. Z květů se vyrábí tinktura používána jako repelent proti hmyzu a léčivá mast na hmyzí kousnutí.

## Galerie

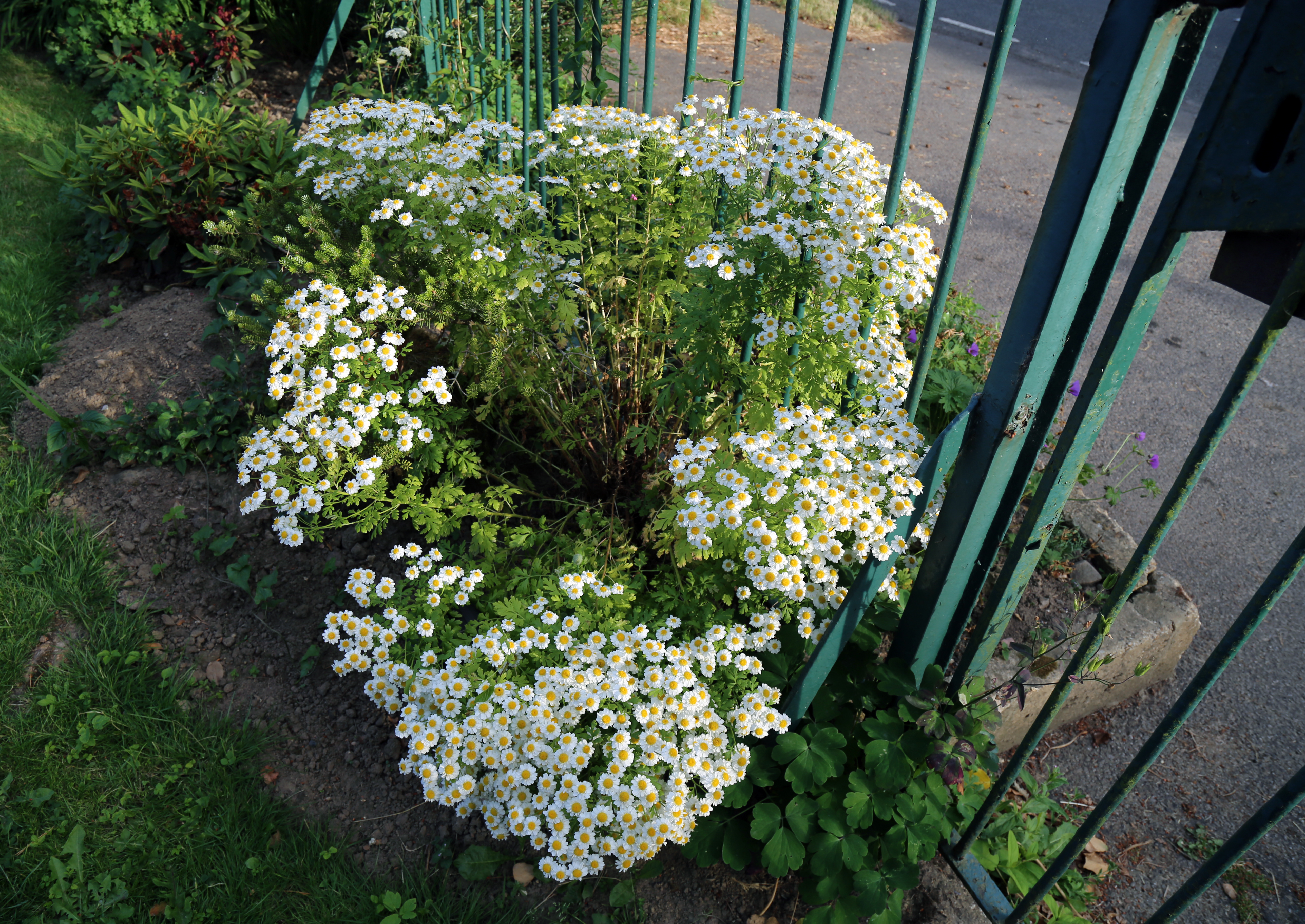
Statná rostlina
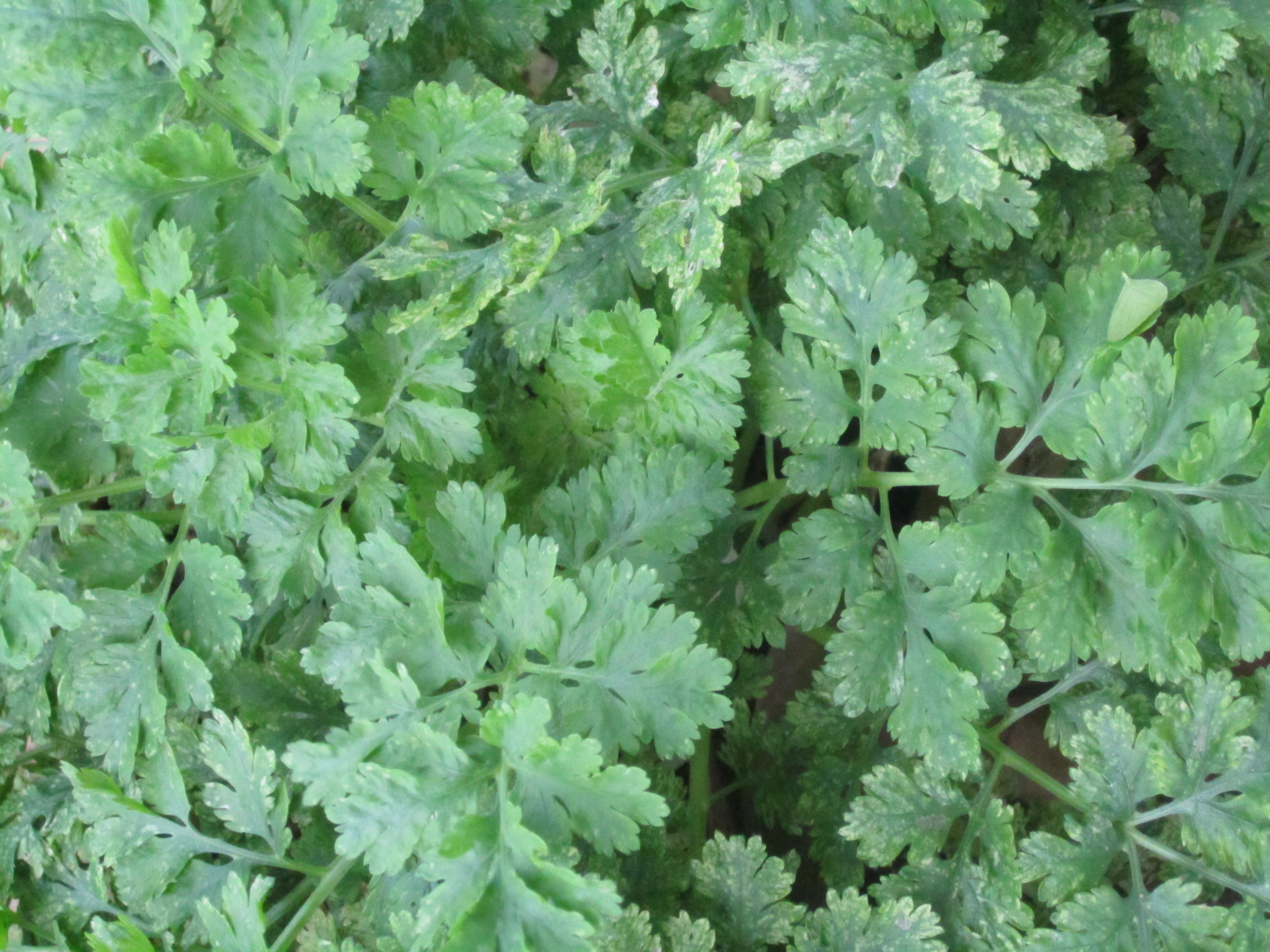
Listy
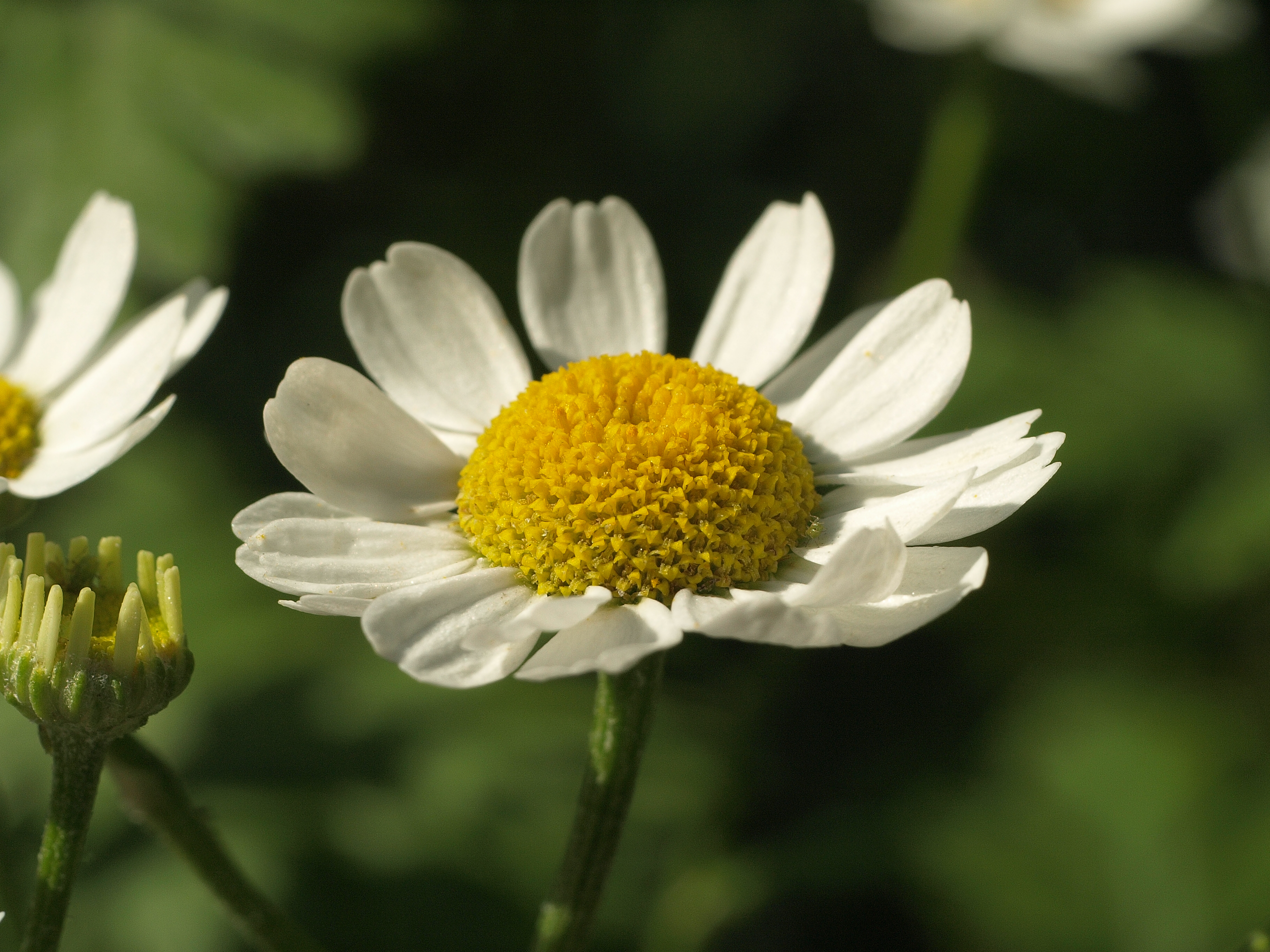
Úbor
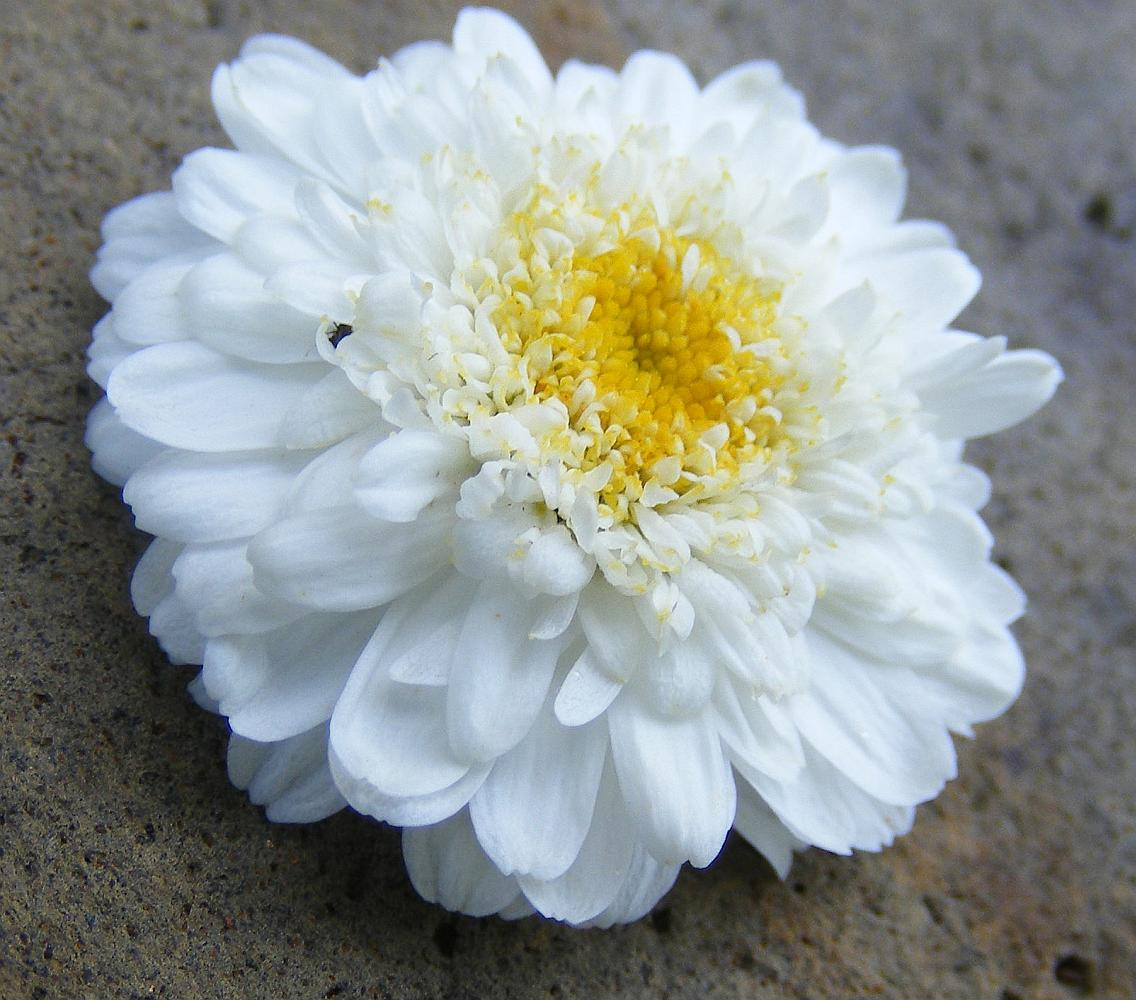
Plnokvětý kultivar